# Енріке Антоніо Зарак Лінарес
Енріке Антоніо Зарак Лінарес (ісп. Enrique Antonio Zarak Linares) — панамський дипломат. Надзвичайний і Повноважний Посол Панами в Польщі, є одночасним послом в Литві, Латвії, Естонії, Україні, Грузії та Молдові.

## Життєпис
У 1986 році закінчив юридичний та політологічний факультет Панамського університету зі ступенем права та політології.
У 1990—1994 рр. — Надзвичайний і Повноважний Посол Панами в Південній Кореї.
У 1993 році був Генеральним комісаром Панами на Міжнародній виставці Daejon в Південній Кореї.
У 2009—2015 рр. — Панамський депутат в Центральноамериканському парламенті (PARLACEN), протягом усього періоду член Комісії з міжнародних відносин.
З 2015 року — Надзвичайний і Повноважний Посол Панами в Польщі, є одночасним послом в Литві, Латвії, Естонії, Україні, Грузії та Молдові.
21 вересня 2018 року — вручив вірчі грамоти Президенту України Петру Порошенку.